# أبو رافع
أبو رافع القِبطي مولى رسول الله، أسلمَ قبل بَدْر ولم يشهدها، لأنه كان مُقيمًا بمكّة، وكان إسلامه بمكة مع إسلام أم الفضل، فكتموا إسلامهم، فلمّا كان بعد بدرٍ هاجر أبو رافع إلى المدينة، وأقام مع رسول الله، وشهد أبو رافع أحدًا، والخندق، وكان على ثقل النبي، وما بعدهما من المشاهد، وشهد فتح مصر.

## نسبه
أبو رافع، وهو قِبطي. اختلف في اسمه؛ فقيل: اسمه إبراهيم، وقيل: أسلم، وقيل: سنان، وقيل: يسار، وقيل: صالح، وقيل: عبد الرحمن، وقيل: قزمان، وقيل: يزيد، وقيل: ثابت، وقيل: هرمز. وقال ابْنُ عَبْدِ البَرِّ: أشهر ما قيل في اسمه: أسلم. وقال يحيى بن معين: اسمه إبراهيم. وقال مصعب الزبيري: اسمه إبراهيم، ولقبه بُرَيه، وهو تصغير إبراهيم. وقد غلبت عليه كنيته.
زوَّجَه النبيُّ سَلْمى مولاته، فولدت له: عبيد الله بن أبي رافع، وكانت سَلْمى قابلة إبراهيم ابن النبيّ، وشهِدَتْ معه خَيْبَر، وكان عبيد الله بن أبي رافع خازنًا وكاتبًا لعليّ بن أبي طالب.
جاء في أسد الغابة: «وهو قبطي، كان للعباس فوهبه للنبي صَلَّى الله عليه وسلم وقيل: كان مولى لسعيد ابن العاص فورثه بنوه، وهم ثمانية، فأعتقوه كلهم إلا خالدًا؛ فإنه تمسك بنصيبه منه، فكلمه رسول الله صَلَّى الله عليه وسلم ليعتق نصيبه، أو يبيعه، أو يهبه منه، فلم يفعل، ثم وهبه رسول الله فأعتقه، وقيل: أعتق منهم ثلاثة، فأتى أبو رافع رسول الله صَلَّى الله عليه وسلم يستعينه على من لم يعتق، فكلمهم فيه رسول الله، فوهبوه له، فأعتقه. وهذا اختلاف، والصحيح: أنه كان للعباس عم النبي صَلَّى الله عليه وسلم فوهبه للنبي فأعتقه، فكان أبو رافع يقول: "أنا مولى رسول الله"، وبقي عقبه أشراف المدينة».

## إسلامه
أسلمَ قبل بَدْر ولم يشهدها، لأنه كان مُقيمًا بمكّة، وكان إسلامه بمكة مع إسلام أم الفضل، فكتموا إسلامهم، فلمّا كان بعد بدرٍ هاجر أبو رافع إلى المدينة، وأقام مع رسول الله، وشهد أبو رافع أحدًا، والخندق، وكان على ثقل النبي، وما بعدهما من المشاهد. وتذكر بعض المصادر أنه هاجر إلى الحبشة مع جعفر بن أبي طالب.
وعَنْ أَبِي رَافِعٍ قَالَ: «كُنْتُ غُلَامًا لِلْعَبَّاسِ بْنِ عَبَدِ الْمُطَّلِبِ، وَكُنْتُ قَدْ أَسْلَمْتُ، وَأَسْلَمَتْ أُمُّ الْفَضْلِ، وَأَسْلَمَ الْعَبَّاسُ، وَكَانَ يَكْتُمُ إِسْلَامَهُ مَخَافَةَ قَوْمِهِ، وَكَانَ أَبُو لَهَبٍ قَدْ تَخَلَّفَ عَنْ بَدْرٍ، وَبَعَثَ مَكَانَهُ الْعَاصِ بْنَ هِشَامٍ، وَكَانَ لَهُ عَلَيْهِ دَيْنٌ، فَقَالَ لَهُ: اكْفِنِي مِنْ هَذَا الْغَزْوِ وَأَتْرُكُ لَكَ مَا عَلَيْكَ فَفَعَلَ، فَلَمَّا جَاءَ الْخَبَرُ، وَكَبَتَ اللَّهُ أَبَا لَهَبٍ، وَكُنْتُ رَجُلًا ضَعِيفًا أَنَحَتُ هَذِهِ الْأَقْدَاحَ فِي حُجْرَةِ زَمْزَمَ فَوَاللَّهِ إِنِّي لَجَالِسٌ أَنْحِتُ أَقْدَاحِي فِي الْحُجْرَةِ وَعِنْدِي أُمُّ الْفَضْلِ إِذَا الْفَاسِقُ أَبُو لَهَبٍ يَجُرُّ رِجْلَيْهِ أَرَاهُ قَالَ: حَتَّى جَلَسَ عِنْدَ طُنُبِ الْحُجْرَةِ فَكَانَ ظَهْرُهُ إِلَى ظَهْرِي، فَقَالَ النَّاسُ: هَذَا أَبُو سُفْيَانَ بْنُ الْحَارِثِ، فَقَالَ أَبُو لَهَبٍ: هَلُمَّ يَا ابْنَ أَخِي، فَجَاء أَبُو سُفْيَانَ حَتَّى جَلَسَ عِنْدَهُ، فَجَاءَ النَّاسُ فَقَامُوا عَلَيْهِمَا فَقَالَ: يَا ابْنَ أَخِي كَيْفَ كَانَ أَمْرُ النَّاسِ؟ قَالَ: لَا شَيْءَ، وَاللَّهِ مَا هُوَ إِلَّا أَنْ لَقِينَاهُمْ فَمَنَحْنَاهُمْ أَكْتَافَنَا يَقْتُلُونَنَا كَيْفَ شَاءُوا، وَيَأْسِرُونَنَا كَيْفَ شَاءُوا، وَايْمُ اللَّهِ مَا لُمْتُ النَّاسَ قَالَ: وَلِمَ؟ قَالَ: رَأَيْتُ رِجَالًا بِيضًا عَلَى خَيْلٍ بَلَقٍ لَا وَاللَّهِ لَا تَلْبَقُ شَيْئًا، وَلَا يَقُومُ لَهَا شَيْءٌ قَالَ: فَرَفَعْتُ طُنُبَ الْحُجْرَةِ، فَقُلْتُ: تِلْكَ وَاللَّهِ الْمَلَائِكَةُ، فَرَفَعَ أَبُو لَهَبٍ يَدَهُ فَلَطَمَ وَجْهِي، وَثَاوَرْتُهُ فَاحْتَمَلَنِي فَضَرَبَ بِي الْأَرْضَ حَتَّى نَزَلَ عَلَيَّ، وَقَامَتْ أُمُّ الْفَضْلِ فَاحْتَجَرَتْ، وَأَخَذَتْ عَمُودًا مِنْ عُمُدِ الْحُجْرَةِ فَضَرَبَتْهُ بِهِ فَفَلَقَتْ فِي رَأْسِهِ شَجَّةً مُنْكَرَةً، وَقَالَتْ: أَيْ عَدُوَّ اللَّهِ، اسْتَضْعَفْتَهُ أَنْ رَأَيْتَ سَيِّدَهُ غَائِبًا عَنْهُ، فَقَامَ ذَلِيلًا فَوَاللَّهِ مَا عَاشَ إِلَّا سَبْعَ لَيَالٍ حَتَّى ضَرَبَهُ اللَّهُ بِالْعَدَسَةِ فَقَتَلَتْهُ، فَتَرَكَهُ ابْنَاهُ يَوْمَيْنِ أَوْ ثَلَاثَةً مَا يَدْفِنَاهُ حَتَّى أَنْتَنَ، فَقَالَ رَجُلٌ مِنْ قُرَيْشٍ لِابْنَيْهِ: أَلَا تَسْتَحْيِيَانِ أَنَّ أَبَاكُمَا قَدْ أَنْتَنَ فِي بَيْتِهِ؟ فَقَالَا: إِنَّا نَخْشَى هَذِهِ الْقُرْحَةَ، وَكَانَتْ قُرَيْشٌ تَتَّقِي الْعَدَسَةَ كَمَا يُتَّقَى الطَّاعُونُ، فَقَالَ رَجُلٌ: انْطَلِقَا فَأَنَا مَعَكُمَا قَالَ: فَوَاللَّهِ مَا غَسَّلَاهُ إِلَّا قَذْفًا بِالْمَاءِ مِنْ بَعِيدٍ، ثُمَّ احْتَمَلُوهُ فَقَذَفُوهُ فِي أَعْلَى مَكَّةَ إِلَى جِدَارٍ، وَقَذَفُوا عَلَيْهِ الْحِجَارَةَ.».

## وفاته
اختلف في وقت وفاته؛ فقيل: مات بعد مقتل عثمان وله عقب، وقال الواقدي: مات أبو رافع بالمدينة قبل قَتْل عثمان بيسير، وقال ابن ماكولا: توفي أبو رافع سنة أربعين، وقال ابن حبان: مات في خلافة علي بن أبي طالب.